# 臧厥
臧 厥（ぞう けつ、495年 - 542年）は、南朝梁の官僚。字は献卿。本貫は東莞郡莒県。兄は臧盾。

## 経歴
臧未甄の子として生まれた。西中郎行参軍・尚書主客郎を初任とした。入朝して中書通事舎人を兼ね、舎人のまま正員郎・鴻臚卿を歴任した。尚書右丞に任じられたが、着任しないうちに晋安郡太守に転じて出向した。その統治は厳しく、官吏や民衆は小さなことで杖罰を加えられたので、人々に「臧虎」と渾名された。建康に召還されて、廬陵王蕭続の下で驃騎諮議参軍に任じられ、再び舎人を兼ねた。舎人のまま員外散騎常侍の位を受け、司農卿を兼ねた。
大同8年（542年）、在官のまま死去した。享年は48。
子の臧操は尚書三公郎となった。

## 伝記資料
- 『梁書』巻42 列伝第36
- 『南史』巻18 列伝第8